# R101

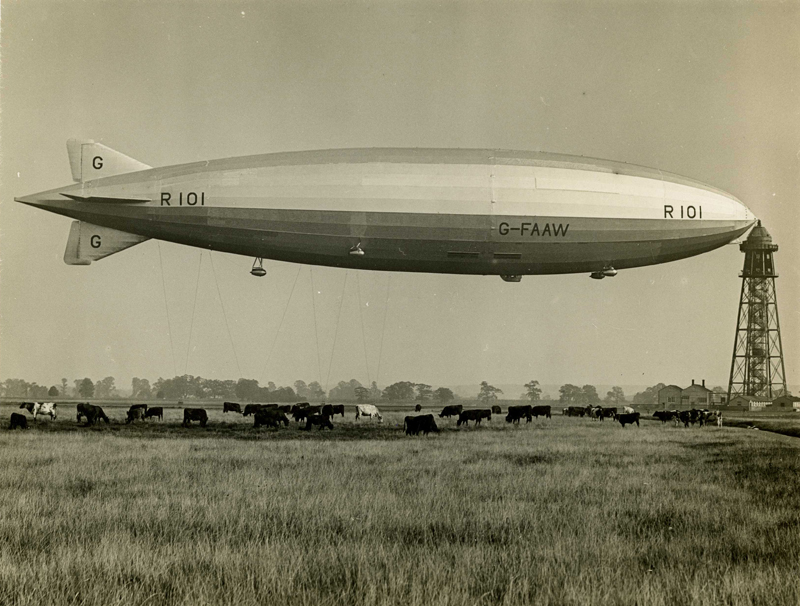
係留塔内のR101

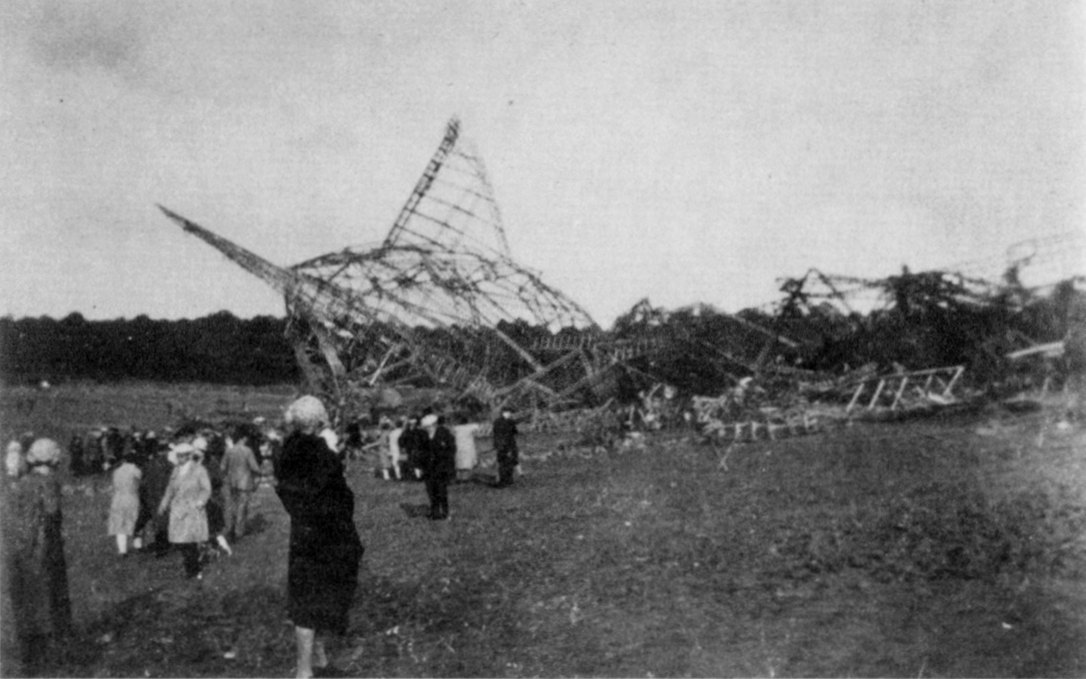
墜落したR101の残骸

R101は1929年に完成したイギリスの硬式飛行船である。1930年10月5日、フランスで48人の犠牲者を出す事故を起こした。飛行船の事故による死者数では1937年のヒンデンブルク号爆発事故による犠牲者数を上回り、1933年のUSS アクロンの事故に次ぐものであった。R101の事故によってイギリスの硬性飛行船の開発は停止することになった。
1924年にイギリス飛行船計画が提案された。200人の兵員または5機の戦闘機を運ぶ飛行船の計画であった。230,000 m3の大きさが必要とされ、空軍省が開発を主導するR101と、民間会社、ビッカースと開発契約が結ばれたR100の開発が行われた。
R101の建造は1926年に開始された。水素を燃料とするエンジンの開発の失敗から、完成は1927年から1930年にまで遅れ、60トンの輸送能力の計画に対して35トンの能力しか得られなかった。安定性にも問題があり、気嚢からガス漏れも発生した。
初飛行は1929年10月12日に行われ、2日後、5時間40分の飛行に成功した。11月18日までに7回の飛行が行われた。より大きい浮力を得るために気嚢が拡大され、5トンの構造の追加によって15.5トンの浮力の増加を得るなどの改造が行われた。全長237mで160,000 m3の大きさとなり、50トン弱の飛行船となった。試験飛行で判明したガス漏れの対策と改造は同時に行われ、当時航空大臣を勤めていたトムソン卿のイギリス領インドへの訪問の予定に間に合わすために空軍省は工事を急がせた。当初、1930年9月26日に予定された試験飛行は強風のために10月1日に延期され、17時間の試験飛行が行われた。
10月4日にトムソン卿ら12人の乗客を乗せて、R101はカラチに向けて出発した。離陸直後に姿勢制御のためにバラストの水を放出し、異常に低い高度で飛行するのが、通過したイギリスやフランスで目撃された。
翌5日、フランスのパリ近郊のボーヴェに墜落し、原因には諸説あるが炎に包まれ、24時間燃え続けた。乗員と乗客、合わせて54人のうちトムソン卿を含む46人が即死し、2人が後に病院で死亡し、48人が犠牲となった。R101の事故はイギリスの飛行船の開発を中止させ、成功していたR100も運行を停止し、1931年にスクラップにされた。